# Cylindromyia maroccana
Cylindromyia maroccana là một loài ruồi trong họ Tachinidae.